# Cimetière Jeanne-Jugan
Le cimetière Jeanne-Jugan, également appelé vieux cimetière de Saint-Servan et initialement cimetière de la Vigne-au-Chapt, est l'un des huit cimetières de Saint-Malo. Situé dans le quartier (et anciennes commune et paroisse) de Saint-Servan, il fait face à l'ancien couvent des Récollets, rue Jeanne-Jugan. Il est créé en 1722 et devient le cimetière officiel de Saint-Servan en 1779. Initialement destiné aux sépultures des pauvres, il abrite les tombes de trois amiraux, de marins servannais ainsi que de personnalités religieuses et politiques locales ; il a également un carré anglican où sont enterrés des marchands anglais installés à Saint-Servan au XIXe siècle.

## Histoire et toponymie
Le cimetière est initialement dénommé cimetière de la Vigne-au-Chapt, en référence à la vigne du chapitre qui poussait à cet endroit. La rue de la Vigne-au-Chapt est devenue par la suite rue Jeanne-Jugan, entraînant le changement de nom du cimetière. 
Le terrain appartient à l'église de Saint-Servan au début du XVIIIe siècle ; en 1709 il est vendu à Madame de la Palissade. Mais le général de la paroisse, souhaitant le récupérer, intente un procès à cette dernière. Finalement, un accord est trouvé le 24 février 1722 : Madame de la Palissade cède une partie du terrain afin que l'on y installe un cimetière.
La place vient à manquer dans le cimetière du Pré-Brécel,où les corps sont entassés dans des fosses communes jusqu'en 1779, date à laquelle les voisins se plaignent des odeurs et s'inquiètent du risque de propagation de maladies. En conséquence, tous ces corps sont transférés aux cimetière de la Vigne-au-Chapt, qui devient alors le cimetière officiel de Saint-Servan.
En 1816, le reliquaire du cimetière est démoli et les ossements qu'il contenait sont enterrés. Un calvaire est érigé en 1895.
En 1900, Jules Haize indique que le lieu est appelé « l'ancien cimetière ».
En 1921, un point d'eau y est installé, ce qui est considéré par L'Ouest-Éclair comme un luxe que la ville peut se permettre car « l'eau de Beaufort coule à souhait » .
Dans les années 2010, un grand nombre de tombes est recouvert de végétation. C'est à la fois dû au manque d'entretien et à la volonté de préserver l'aspect naturel du cimetière. L'entretien du cimetière est effectué par l'Association malouine d’insertion et de développement social.

## Personnes enterrées
« Le cimetière de la Vigne-au-Chat était, au commencement, consacré aux enterrements des pauvres ». Plusieurs personnalités de Saint-Servan y sont enterrées, telles que :
- le navigateur et amiral Pierre François Étienne Bouvet de Maisonneuve (1808-1876),
- l'amiral Auguste-Léopold Protet[7],
- l'amiral et sénateur François Thomas Tréhouart (1798-1873)[8]
- le contre-amiral François Colomban Étienne Marie Benic (1816-1876)
- le corsaire René Noël Rosse (1767-1826) y est aussi enterré
- Édouard Michel Gouazon (1811-1866), maire de Saint-Servan[8]
- Mathurin Guillaume Guibert de La Noe (1765-1824), corsaire, négociant, armateur, maire de Saint-Servan de 1821 à 1824,
- beaucoup plus récemment, Jacques Mahé de La Villeglé, dit Jacques Villeglé, artiste plasticien (1926-2022)[9].

Le cimetière comporte également une enclave protestante où sont enterrées des commerçants anglais venus s'installer à Saint-Servan au XIXe siècle. Ce carré anglican est un cas que l'on retrouve également à Dinan, alors même que dans le reste de la Bretagne, les cimetières sont au XIXe siècle la source de tensions face au mécontentement de l'Église catholique vis-à-vis de ces nouveaux protestants. 
De nombreux tuberculeux venus profiter des bains de mer au XIXe siècle y sont enterrés.